# Teuva
Teuva (Östermark en suédois) est une municipalité de l'ouest de la Finlande, dans la province de Finlande occidentale et la région d'Ostrobotnie du Sud.

## Histoire
Si les premières traces d'habitation datent de l'Âge de la pierre, ce n'est que pendant les années 1560 que Teuva est mentionnée pour la première fois. Elle appartient alors à la gigantesque paroisse de Närpes. Elle ne devient autonome qu'en 1795, la commune étant par la suite fondée en 1868. Cette année 1868 voit également la naissance de l'enfant le plus célèbre de Teuva, le futur premier ministre de Finlande Lauri Ingman.
Aujourd'hui, la commune reste largement agricole. Après avoir bien résisté pendant les années 1970 et 1980, elle a connu au cours des dernières années une nette baisse de sa population liée au chômage important et à l'exode rural.

## Géographie
La commune se situe dans les grandes plaines ostrobotniennes. Le relief y est pratiquement absent et les forêts sont souvent entourées de champs cultivés. Elle compte 11 villages principaux.
Les communes voisines sont Jurva au nord, Kurikka au nord-est, Kauhajoki à l'est, Karijoki au sud, et côté Ostrobotnie Närpes à l'ouest.

## Démographie
Depuis 1980, la démographie de Teuva a évolué comme suit, :
| Année      | 1980  | 1985  | 1990  | 1995  | 2000  | 2005  |
| ---------- | ----- | ----- | ----- | ----- | ----- | ----- |
| Population | 7 576 | 7 600 | 7 348 | 7 087 | 6 620 | 6 220 |

| Année      | 2010  | 2015  | 2020  |
| ---------- | ----- | ----- | ----- |
| Population | 5 923 | 5 363 | 5 069 |

## Politique et administration

### Conseil municipal
Les sièges des 27 conseillers municipaux sont répartis comme suit:
| Parti     | Parti                              | Sièges 2021–2025 |
| --------- | ---------------------------------- | ---------------- |
|           | Parti social-démocrate de Finlande | 2                |
|           | Vrais Finlandais                   | 4                |
|           | Parti de la Coalition nationale    | 6                |
|           | Parti du centre                    | 11               |
|           | Alliance de gauche                 | 3                |
|           | Chrétiens-démocrates               | 1                |
| Sources : |                                    |                  |

### Subdivisions administratives
Teuva compte les villages : Horonkylä, Kauppila, Kirkonkylä, Korvenkylä, Komsi, Luovankylä, Norinkylä, Perälä, Riippi, Salonpää et Äystö et les trois agglomérations de Teuvan kirkonkylä, de Perälä et d'Äystö.

## Personnalités liées à la commune
- Lauri Ingman, premier ministre
- Pauli Nevala, médaillé olympique
- Antti Rajamäki, sprinter
- Jukka Rauhala, lutteur

## Jumelages
| Ville | Ville   | Pays | Pays    | Période     |
| ----- | ------- | ---- | ------- | ----------- |
|       | Cieszyn |      | Pologne | depuis 1975 |
|       | Orust   |      | Suède   | depuis 1975 |